# Harje
Harje je naselje v Občini Laško.